# El Sayyid Nosair
El Sayyid Nosair, né le 16 novembre 1955 à Port-Saïd en Égypte, est un terroriste islamiste. Il est l'un des auteurs de l'attentat du World Trade Center de 1993.  
Arrivé aux États-Unis en 1981, Nosair travaille dans la maintenance des climatisations dans les bâtiments judiciaires de Manhattan à partir d'avril 1988. Accusé d'avoir tué le rabbin sioniste d'extrême droite Meir Kahane le 5 novembre 1990, il est acquitté de son assassinat le 21 décembre 1991 mais reconnu coupable de « détention illégale d'arme à feu, voie de fait et coercition ». Le 29 janvier 1992, le juge Alvin Schlesinger, déçu par l'acquittement du jury, le condamne à la peine maximum pour ces faits, soit jusqu'à vingt-deux ans de prison. Le 1er octobre 1995, un jury fédéral le déclare coupable de « conspiration séditieuse (en), meurtre pour racket, agression pour racket, tentative de meurtre pour racket, tentative de meurtre d’un agent fédéral, utilisation d'une arme à feu dans le cadre d'un crime et possession d'une arme à feu avec un numéro de série altéré » dans le cadre de l'affaire de l'attentat du World Trade Center de 1993,. Le 17 janvier 1996, le juge Michael Mukasey le condamne à la prison à vie pour cela. Il est actuellement incarcéré au pénitencier fédéral de Big Sandy (en) dans le Kentucky. 